# Radnice ve Velešíně
Radnice ve Velešíně stojí na náměstí J. V. Kamarýta č. 76. Velešín je městečko v okrese Český Krumlov v Jihočeském kraji ležící na náhorní plošinějižně od Českých Budějovic. Městysem byla obec prohlášena v roce 1381, což dokládá i nad vchodem radnice umístěný městský znak z té doby, sestávající ze stříbrné městské brány s mříží, s červenou střechou a zlatými makovicemi na zeleném trávníku, nad nímž je umístěna zlatá rožmberská růže. Radnice je památkově chráněna od roku 1958.

## Historie
Radnice byla postavena v 16. století. Do té doby byla úřední jednání vedena v domě rychtáře. V roce 1611 již radnice stála, jak dokládají zbytky sgrafitové výzdoby na východní fasádě. V roce 1926 opravilo město krytinu, omítnutí a trámový strop v zasedací síni, do průčelí byl vsazen kovový znak města. 28. října 1928 byly osazeny dvě pamětní desky padlým rodákům v první světové válce. Na podlaze sálu byla cihlová dlažba. V zasedací síni byly obrazy Přemysla Otakara II, svatého Řehoře, svatého Augustina a čtyř evangelistů a archiv od roku 1410. Ve výklenku za železnými dveřmi bylo uchováváno rychtářské právo, městská kniha z roku 1588, pergamenová privilegia, kupní smlouvy a jiné listiny. Výrazně byla radnice přestavěna ve druhé polovině 18. století a v roce 1958. V letech 2005–2006 byla opravena střecha a fasáda radnice.Radnice je významným dokladem rozvoje samosprávy malých českých měst v době raného a vrcholného novověku. V objektu sídlí úřad města Velešína.

## Popis

### Exteriér
Památkově chráněný historický objekt radnice stojí v horní části vidlicovitého náměstí, severozápadně od věže bývalého kostela sv. Filipa a sv. Jakuba. Renesanční obvodové zdi pocházejí ze 16. století. Větší přestavba proběhla v době baroka. Stavba má čtvercový půdorys s dvěma volutovými štíty na východní a západní straně, za kterými je usazena sedlová střecha krytá bobrovkami. Přízemí objektu člení pásová rustika, v patře je při nárožích ve štuku provedená rustika. Hlavní průčelí s volutovým štítem se obrací k západu. Přízemí má dvě čtvercová okna a dva vstupy, pravý je nefunkční. Všechny otvory lemuje štukový pásek. V patře jsou dvě obdélná okna se štukovou šambránou s iluzivním klenákem ve vrcholu. Čtvercová pole pod okenními parapety jsou zdobená páskovým dekorem. Barokní znak města Velešína je v kartuši mezi okny uprostřed hlavního průčelí. Profilovaná korunní římsa odděluje volutový štít, jehož plochu člení lisény a voluty zdobí stáčená spirála. Úsek římsy vyděluje ze štítu půlkruhový nástavec s kamennou koulí na vrcholu. V nástavci je malé okno se štukovou šambránou po obvodu. Do parku je obráceno východní průčelí stavby. Zde nad terénem je malé větrací okénko do klenutého sklepa. Přízemí má hladkou fasádu v níž jsou přiznány tři niky zrušených renesančních otvorů. Uprostřed je segmentově sklenutá nika s dvěma schodišťovými stupni, dokládající polohu zaniklého vstupu. Po obou stranách se nachází slepé okenní niky s odhaleným sgrafitovým rámováním po obvodu. Jižní boční průčelí radnice je trojosé. Přízemí je členěno rustikou. Původní vstup byl zazděn a místo vchodu se nachází segmentově sklenuté okno. Otvor je uzavřen kovanou mříží, která nese československý státní znak a letopočet poslední velké obnovy – 1958. Před oknem jsou dva kamenné stupně dokládající původní účel otvoru. Po stranách zamřížovaného okna je vždy jedno obdélné okno lemované po obvodu prostou šambránou s páskem. V patře jižního průčelí jsou tři okna s rámováním stejným jako u oken v patře hlavního průčelí. Severní průčelí je z větší části kryto přiléhajícím domem čp. 77, jen část je volně otevřena na malý dvorek.

### Interiér
Přestavba uvnitř radnice proběhla v době baroka. V objektu radnice se zachovala řada historických truhlářských prvků – ostění dveří do sekretariátu starosty a vestavěná skříň v pracovně starosty. Pozoruhodný je trámový záklopový strop v pravém traktu při jižní obvodové zdi. Z mladšího období se zachovalo v přízemí několik dveří i s původním kováním.